# Камське сільське поселення (Воткінський район)
Ка́мське сільське поселення — колишнє муніципальне утворення в складі Воткінського району Удмуртії, Росія. Адміністративний центр — село Камське.
Ліквідоване 25 червня 2021 року через переформування муніципального району на муніципальний округ.
Населення становить 600 осіб (2019, 713 у 2010, 832 у 2002).

## Склад
До складу поселення входять такі населені пункти:
| Населений пункт     | Населення, осіб (2002) | Населення, осіб (2010) |
| ------------------- | ---------------------- | ---------------------- |
| Забігаєво, присілок | 44                     | 40                     |
| Камське, село       | 636                    | 601                    |
| Лісне, селище       | 7                      | -                      |
| Степаново, село     | 145                    | 72                     |

## Господарство
В поселенні діють школа, садочок, бібліотека, 2 фельдшерсько-акушерські пункти. Серед підприємств працює відділення Камське ВАТ «Агркомплекс».